# Chiasson-Savoy
Pour les articles homonymes, voir Chiasson et Savoy.
Chiasson-Savoy,, Chiasson-Savoie ou même Savoie Landing-Chiasson Office, est un village de la Péninsule acadienne, dans le comté de Gloucester, au nord-est de la province canadienne du Nouveau-Brunswick. Le village a le statut de DSL sous le nom légal de Chiasson Savoy. Dans le cadre de la réforme de la gouvernance locale du 1er janvier 2023, le DSL a été annexé à la ville d'Île-de-Lamèque.

## Toponymie
Le hameau de Village-Chiasson était appelé à l'origine Village-des-Abrams, ou Canton-des-Abraham, en l'honneur d'Abram Chiasson, né en 1785 à Shippagan. Le nom Chiasson Office est souvent utilisé, signifiant qu'il y avait un bureau de poste, dans ce cas-ci entre 1908 et 1964. Chiasson tout court est également utilisé. Le hameau portait auparavant le nom de Village-des-Abrams, en l'honneur de Abram Chiasson. Le nom actuel est en hommage à Dosithé Chiasson, premier maître des postes.
Le hameau de Savoy Landing, parfois orthographié Savoie Landing, est nommé en l'honneur de Joseph Savoie, un colon originaire de Bonaventure, au Québec.

## Géographie

Carte topographique de Chiasson-Savoy est des environs.

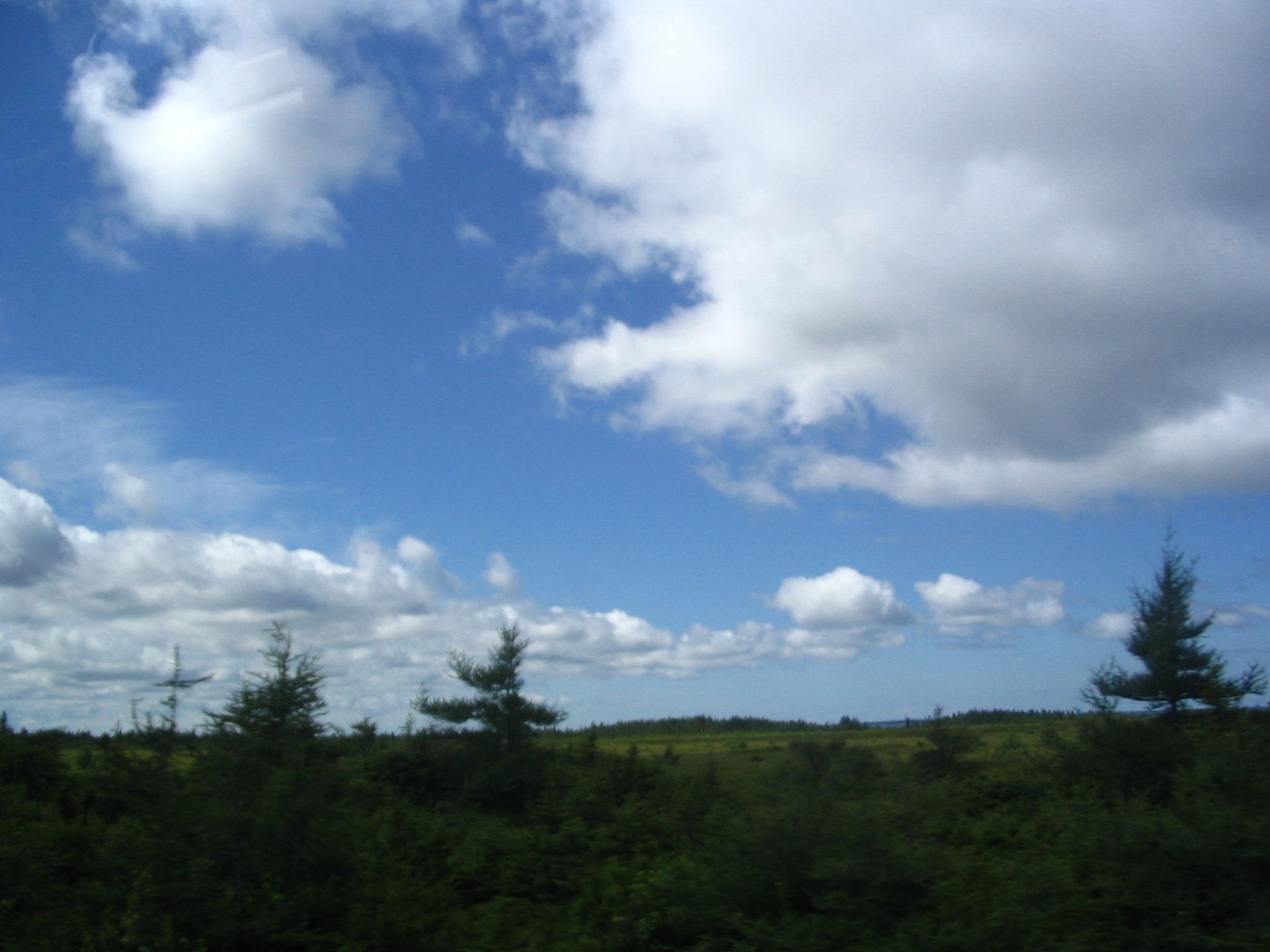
La plaine de Lamèque dans l'arrière-pays de Chiasson-Savoy.

### Situation
Chiasson-Savoy est situé à kilomètres à vol d'oiseau à l'est de Bathurst, dans la péninsule acadienne. Le DSL a une superficie de 26,84 km2.
Le village s'élève à l'extrémité sud-est de l'île de Lamèque, en face de la ville de Shippagan.
Le village comporte deux principaux hameaux, soit Savoy Landing, à l'ouest, et Village-Chiasson, à l'est.
Chiasson-Savoy est généralement considéré comme faisant partie de l'Acadie.

### Topographie
Le village est bordé à l'est par le golfe du Saint-Laurent, au sud par le havre de Shippagan et à l'ouest par la baie de Shippagan. La baie aux Caribous forme une excroissance du havre. La plupart du territoire, au nord, est occupée par la plaine de Shippagan, une région de tourbières. Parmi les nombreux lacs, les principaux sont le Petit Lac et le Grand Lac, à l'est. Il y a quelques barachois sur tout le littoral. Le seul cours d'eau est le ruisseau aux Caribous, faisant 1 kilomètre de long, qui se déverse au sud dans la baie aux Caribous.
Les principales pointes, au sud, sont la Pointe à peinture, qui marque le début de la baie de Shippagan et la pointe aux Caribous, qui marque le début de la baie aux Caribous. À l'extrémité sud-est, la dune de Village-Chiasson s'étend pendant environ 1 300 mètres jusqu'au goulet de Shippagan.

### Géologie
Le sous-sol de New Bandon est composé principalement de roches sédimentaires du groupe de Pictou datant du Pennsylvanien (entre 300 et 311 millions d'années).

## Histoire

### Préhistoire
Chiasson-Savoy est situé dans le territoire historique des Micmacs, plus précisément dans le district de Sigenigteoag, qui comprend l'actuel côte Est du Nouveau-Brunswick, jusqu'à la baie de Fundy.

### Colonisation européenne
Selon ce que rapporte Donat Robichaud, la région est visitée par des pêcheurs Normands et Bretons dès la fin du XIIIe siècle. Les Bretons sont en fait bien établis avant 1536. Les Basques chassent la baleine en Europe à partir du XIIe siècle ou plus tôt mais, à la suite de l'effondrement de la population de ces cétacés, commencent à les chasser au sud du Labrador au XVIe siècle, en plus de pêcher la morue. Ces pêcheurs viennent surtout du Pays basque espagnol mais ceux du Pays basque français deviennent de plus en plus nombreux. Ils sont déjà bien installés vers 1540. Contrairement à une idée répandue, ils n'ont pas chassés la baleine de plus en plus loin jusqu'à atteindre l'Amérique mais s'y sont rendus directement. Vers 1632, les pêcheurs de morue basques se déplacent dans des endroits plus reculés, dont Caraquet, Paspébiac et Shippagan, notamment pour éviter les attaques des Inuits et des pirates anglais ou danois, mais aussi à cause de la baisse de la population de baleine et de l'ouverture de la pêche au Svalbard. La pêche basque dans la région dure sans encombre jusque vers la fin du XVIIe siècle.
Le 17 août 1693, le Conseil souverain donne la concession de Pokemouche à Philippe Hesnault, de Nipisiguit, lui ajoutant trois lieues de largeur de chaque côté de la vallée, pour un total de huit lieues par quatre, un territoire qui inclut le site de Chiasson-Savoy. Michel Degrez, qui possédait auparavant la seigneurie, devait 200 livres à Hesnault, ce qui explique probablement cette décision. Hesnault ne s'établit pas sur les lieux et d'autres marchands en profitent pour chasser sur ses terres. Il porte plainte au Conseil et obtient gain de cause le 30 août 1705 contre le directeur général de la Compagnie de Mont-Louis, Jean de Clarmont. On ne sait pas avec précision ce qui est arrivé au fief de Pokemouche après la mort d'Hesnault.

### De la fondation à nos jours
En 1959, le pont levant de Lamèque a remplacé le bac reliant Savoie Landing à Shippagan.
Chiasson-Savoy était l'une des localités organisatrices du IVe Congrès mondial acadien, en 2009.

## Démographie
Le village comptait 456 habitants en 2016 comparativement à 466 en 2011, soit une baisse de 2,1 %. Il y avait 281 logements privés, dont 201 occupés par des résidents habituels.

## Chronologie municipale

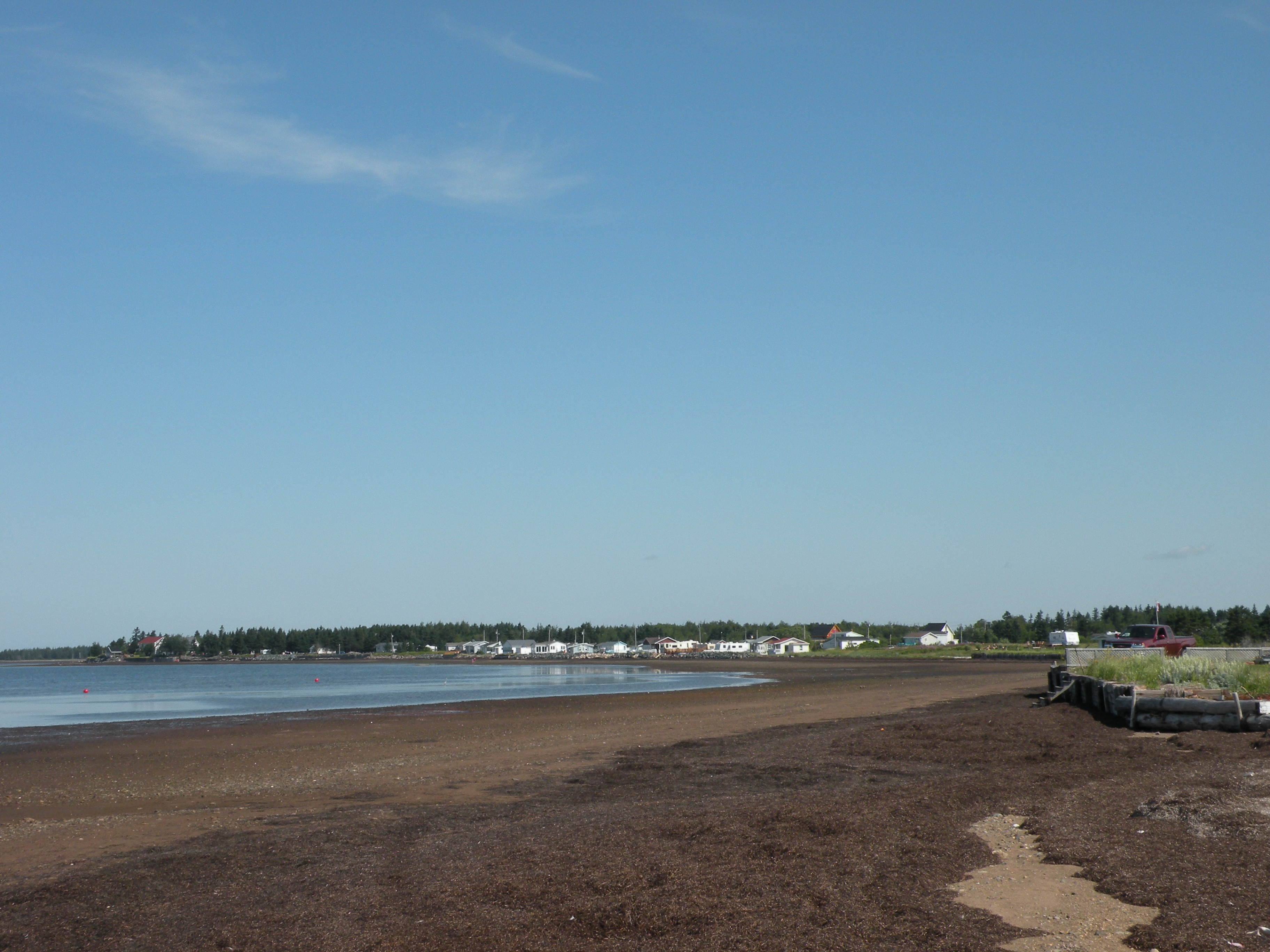
Village-Chiasson, vu de la dune.

1786: La paroisse d'Alnwick est érigée dans le comté de Northumberland
.
1814 : la paroisse de Saumarez est créée à partir de portions de la paroisse d'Alnwick et d'un territoire non organisé.
1826 : le comté de Gloucester est créé à partir des paroisses de Saumarez et de Beresford, du comté de Northumberland.
1831 : la paroisse de Caraquet est créée à partir d'une portion de la paroisse de Saumarez.
1851 : la paroisse de Shippagan est créée à partir d'une portion de la paroisse de Caraquet.
1851 : la paroisse d'Inkerman est créée à partir de portions des paroisses de Caraquet et de Shippagan.
1867 : Confédération canadienne.
Années 1870 : le comté de Gloucester est constitué en municipalité.
1947 : Shippagan est constitué en municipalité dans le territoire de la paroisse.
1958 : Le village de Shippagan obtient le statut de ville.
1966 : La municipalité du comté de Gloucester est dissoute. La paroisse de Shippagan devient un District de services locaux. Des portions de la paroisse sont détachées pour former le village de Lamèque ainsi que les DSL de Le Goulet, de Sainte-Marie-sur-Mer et de Saint-Raphaël-sur-Mer.
1968 : Le DSL de Pointe-Brûlée est créé à partir d'une portion de la paroisse de Shippagan.
1974 : Le DSL de Pointe-Sauvage est créé à partir d'une portion de la paroisse de Shippagan.
1984 : Les DSL de Baie-du-Petit-Pokemouche, Chemin-Coteau, de Chiasson-Savoy, de Cap-Bateau, de Haut-Lamèque, de Haut-Shippagan, de Miscou, de Petite-Lamèque, de Pointe-Alexandre, de Pointe-Canot, de Pigeon Hill, du Portage de Shippagan et de Sainte-Cécile sont créés à partir de portions de la paroisse de Shippagan.

## Administration

### Comité consultatif
En tant que district de services locaux, Chiasson-Savoy est administré directement par le Ministère des Gouvernements locaux du Nouveau-Brunswick, secondé par un comité consultatif élu composé de cinq membres dont un président.
| Période                                  | Période | Identité          | Étiquette | Qualité |
| ---------------------------------------- | ------- | ----------------- | --------- | ------- |
|                                          |         | Gilbert Blanchard |           |         |
|                                          |         |                   |           |         |
| Les données manquantes sont à compléter. |         |                   |           |         |

### Commission de services régionaux
Chiasson-Savoy fait partie de la Région 4, une commission de services régionaux (CSR) devant commencer officiellement ses activités le 1er janvier 2013. Contrairement aux municipalités, les DSL sont représentés au conseil par un nombre de représentants proportionnel à leur population et leur assiette fiscale. Ces représentants sont élus par les présidents des DSL mais sont nommés par le gouvernement s'il n'y a pas assez de présidents en fonction. Les services obligatoirement offerts par les CSR sont l'aménagement régional, l'aménagement local dans le cas des DSL, la gestion des déchets solides, la planification des mesures d'urgence ainsi que la collaboration en matière de services de police, la planification et le partage des coûts des infrastructures régionales de sport, de loisirs et de culture; d'autres services pourraient s'ajouter à cette liste.

### Représentation
Nouveau-Brunswick: Chiasson-Savoy fait partie de la circonscription de Lamèque-Shippagan-Miscou, qui est représentée à l'Assemblée législative du Nouveau-Brunswick par Paul Robichaud, du Parti progressiste-conservateur. Il fut élu en 1999 puis réélu depuis ce temps.
 Canada: Chiasson-Savoy fait partie de la circonscription fédérale d'Acadie-Bathurst. Cette circonscription est représentée à la Chambre des communes du Canada par Yvon Godin, du NPD. Il fut élu lors de l'élection de 1997 contre le député sortant Doug Young, en raison du mécontentement provoqué par une réforme du régime d’assurance-emploi.

### Regroupement
Dans la foulée du projet une péninsule une ville des années 1990, un projet de regroupement municipal plus modeste, centré autour de Shippagan, est lancé en 2012. Les premières consultations publiques ont lieu en mars 2016 et un plébiscite doit avoir lieu le 14 novembre suivant.

## Économie

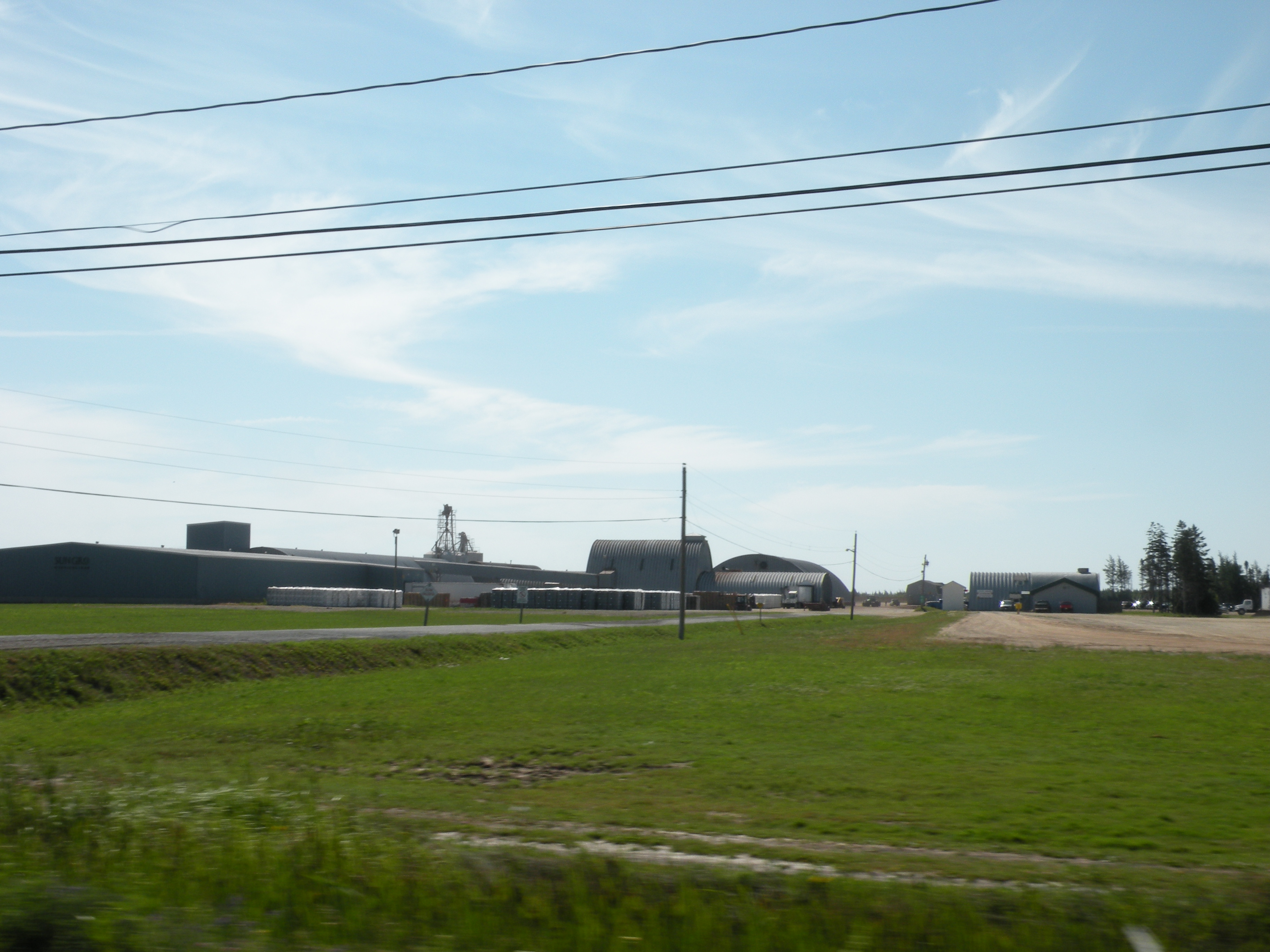
La tourbière SunGro.

Entreprise Péninsule, un organisme basé à Tracadie-Sheila faisant partie du réseau Entreprise, a la responsabilité du développement économique de la région.
L'économie des îles de Lamèque et Miscou est dominée par la pêche, l'exploitation de la tourbe, la culture de petits fruits, le tourisme et les services. Des efforts de diversification économique sont pourtant en cours, notamment dans le secteur de l'énergie éolienne. En fait, le développement économique de la région est centré principalement sur la ville de Lamèque. Le village compte lui-même un port et un aquaculteur. Il y a aussi quelques développements résidentiels au village.

## Infrastructures et services

### Éducation
Les élèves francophones bénéficient d'écoles à Shippagan. La ville de Shippagan possède également le CCNB-Péninsule acadienne et un campus de l'Université de Moncton.
Les anglophones bénéficient d'une école à Brantville accueillant les élèves de la maternelle à la huitième année. Ils doivent ensuite poursuivre leurs études à Miramichi. Les établissements d'enseignement supérieurs anglophones les plus proches sont à Fredericton ou Miramichi.
Il y a une bibliothèque publique à Shippagan.

### Autres services publics
La route 113 dessert le village. Elle emprunte le pont-chaussée de Shippagan au hameau de Savoy Landing. Dans ce même hameau se trouve un port ayant un flotte de 12 bateaux, utilisé principalement pour la pêche (voir port de Shippagan). Le bureau de poste et le détachement de la Gendarmerie royale du Canada les plus proches sont situés à Shippagan. Cette ville dispose d'un poste d'Ambulance Nouveau-Brunswick alors que l'hôpital le plus est à Lamèque.
Existant depuis le 20 juillet 1995, la Commission de gestion des déchets solides de la Péninsule acadienne (COGEDES) a son siège-social à Caraquet. Les déchets sont transférés au centre de transbordement de Tracadie-Sheila et les matières non-recyclables sont ensuite enfouies à Allardville.
Les francophones bénéficient du quotidien L'Acadie nouvelle, publié à Caraquet, ainsi que de l'hebdomadaire L'Étoile, de Dieppe. Les anglophones bénéficient quant à eux du quotidien Telegraph-Journal, publié à Saint-Jean.

## Culture et patrimoine

### Architecture et monuments

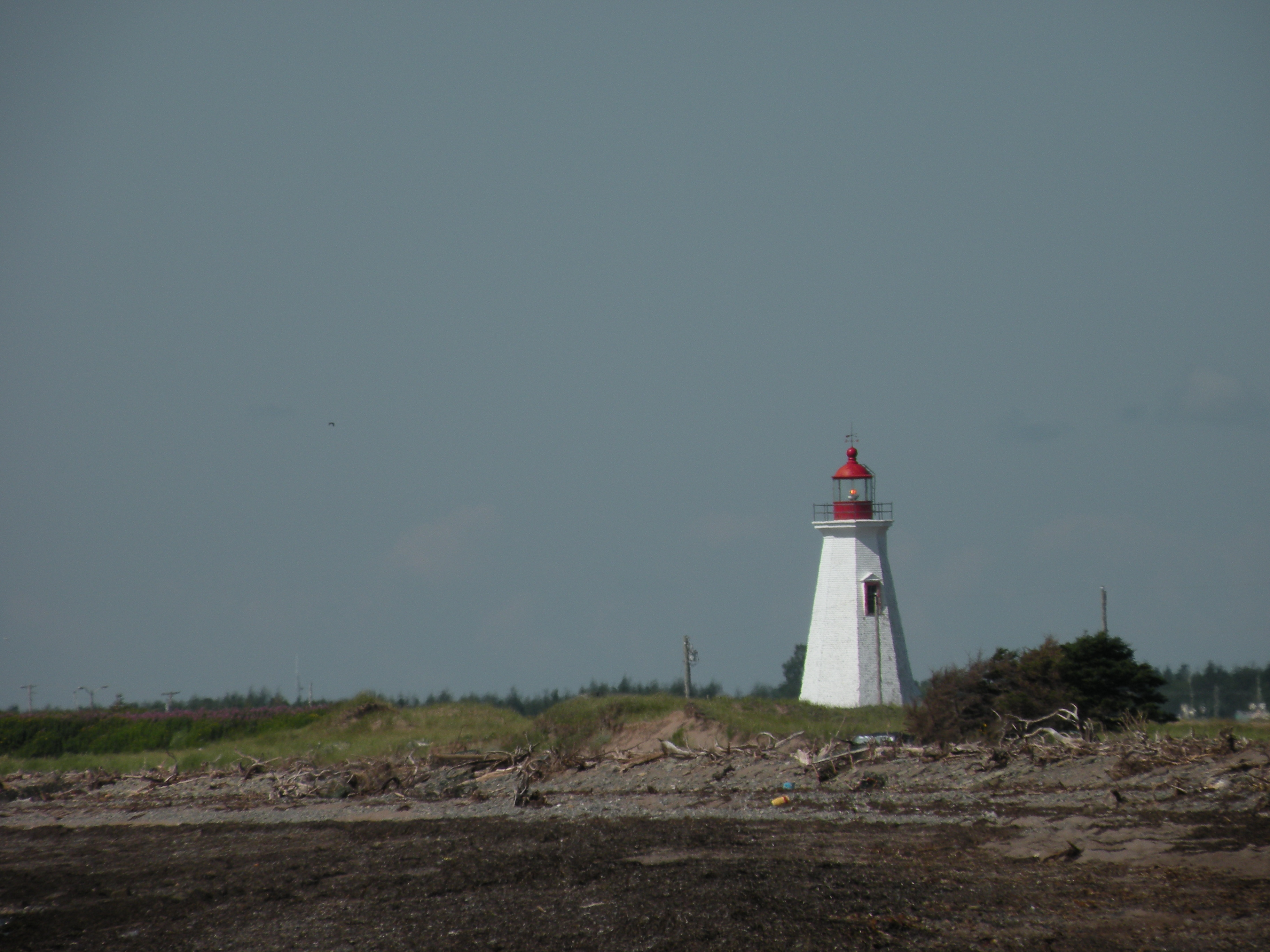
Phare de Village-Chiasson.

Le phare de Village-Chiasson fut construit entre 1905 et 1906. Situé près du goulet de Shippagan, il est construit en bois, selon le plan standard utilisé à l'époque par le ministère de la Marine et des Pêcheries. Son plan simple compte des inspirations classiques.

### Sports
Chiasson-Savoy est un endroit prisé pour pratiquer de sports nautiques comme le wakeboard et le kitesurf.